# Massacre de Diallassagou
Le massacre de Diallassagou a lieu le 18 juin 2022, pendant la guerre du Mali. Il est commis par des djihadistes de la katiba Macina, groupe affilié au Groupe de soutien à l'islam et aux musulmans, sur la commune de Diallassagou, dans le Cercle de Bankass. Les djihadistes exécutent alors plus environ 100 à 200 civils accusés d'avoir aidé l'armée malienne.

## Contexte
Depuis plusieurs années, le cercle de Bankass est le théâtre de violences entre les djihadistes de la katiba Macina, majoritairement issus de la communauté peule, et les milices dogons — notamment Dan Na Ambassagou — soutenues par l'armée malienne,. 
Les circonscriptions de Bankass et Koro, le long de la frontière avec le Burkina Faso, paient un lourd tribut. Selon un fonctionnaire international de l'ONU à Bamako : « Après des attaques à répétition en 2019, les villages peul s'y sont quasiment tous vidés ».
En février 2021, un accord de paix local intercommunautaire est conclu, faisant taire les armes pendant un temps et permettant aux habitants de circuler librement,. Même si des escarmouches sont signalées de temps à autre, les accords de paix sont respectés par les djihadistes et Dan Na Ambassagou.
Mais après la chute du gouvernement d'Ibrahim Boubacar Keïta, la prise du pouvoir par les militaires et le règne d'Assimi Goïta, la junte augmente les opérations militaires contre les djihadistes dans le centre du Mali avec l'aide des forces russes du Groupe Wagner. Parallèlement aux opérations militaires, les massacres de la junte contre des civils supposés être favorables aux djihadistes se multiplient, avec pour point culminant le massacre de Moura où entre 300 et 600 civils sont massacrés.
Début juin, l'armée malienne et du Groupe Wagner lancent plusieurs opérations contre les djihadistes dans le cercle de Bankass à l'aide des civils dogons servant d'éclaireurs,,. Plusieurs villages peuls tels que Dokouro ou Ayalema sont pillés par l'armée malienne, les points d'eau détruits, du bétail est volé, ainsi que les biens appartenant aux populations tels que des bijoux et de l'argent. Des exécutions extra-judiciaires contre des civils sont également enregistrées,,. Après la fin des opérations militaires et cette rupture des accords de paix, un commandant du GSIM aurait lancé un appel aux armes et de nombreux Peuls expulsés de la région en 2019 par les Dogons répondent à l'appel.

## Déroulement
Le 18 juin, les djihadistes attaquent la commune de Diallassagou, ainsi que les localités de Diamweli et Dessagou. L'attaque aurait été menée en représailles à la rupture de l'accord de paix de février 2021 et les djihadistes auraient reproché aux habitants de Diallassagou d'avoir aidé l'armée malienne en servant d'informateurs ou de guides lors de ces opérations,,. 
Selon Nouhoum Togo, président d'un parti de Bankass, des dizaines de djihadistes à motos arrivent à Diallassagou le soir du 17 juin. Il donne le récit suivant à l'AFP : « Ils sont arrivés et ont dit aux gens: vous n'êtes pas des musulmans en langue peul. Alors ils ont emmené les hommes, une centaine de personnes sont parties avec eux. À deux kilomètres de là, ils ont abattu les gens systématiquement. Aujourd'hui encore, on a continué à ramasser les corps dans les communes environnantes de Diallassagou »,. Les victimes sont des dogons, mais Human Rights Watch rapporte que d'après des témoignages de survivants, les assaillants parlent aussi bien le dogon que le peul.
RFI indique pour sa part que selon plusieurs sources locales et sécuritaires, les djihadistes surgissent à Diallassagou le 18 juin à 16 heures, et ne se retirent qu'au milieu de la nuit. Des hommes sont enlevés puis exécutés dans différents lieux des alentours. Le marché, des habitations, des boutiques et plusieurs véhicules sont incendiés. Les djihadistes repartent en emportant avec eux plusieurs têtes de bétail. Plusieurs centaines d'habitants prennent la fuite, la plupart en direction de la ville de Bankass, à une quarantaine de kilomètres.
Un enseignant de Deguessago témoigne auprès d'Human Rights Watch : « Ils nous ont attaché les mains et nous ont conduits à pied comme des animaux dans la forêt avec des armes pointées sur nous. Ils nous ont fait marcher plusieurs kilomètres jusqu'à la tombée de la nuit ». Il est pour sa part relâché avant le début du massacre, ainsi que quelques autres personnes, car elles ne sont pas originaires des villages ciblés. Un autre rescapé déclare : « Nous avons tous été rassemblés et conduits dans la forêt. Nous avons marché plusieurs heures l'un derrière l'autre. Puis au milieu de la forêt ils nous ont demandé de nous asseoir. Nous avons été rejoints par un autre groupe d'hommes capturés. Heureusement pour moi, un des assaillants m'a reconnu et m'a laissé partir ». Une villageoise d'une soixantaine d'années déclare quant à elle : « J'étais terrifiée. Les assaillants ont envahi notre village en tirant partout. À 17 heures, ils sont arrivés à ma porte. Ils ont pillé notre maison, pris notre millet, nos objets de valeur et ont capturé mon fils. Ils l'ont attrapé et lui ont lié la main et sont partis avec lui. Depuis, je ne l'ai plus revu. Une semaine après sa capture, j'ai été informée que les assaillants avaient exécuté tous les hommes emmenés dans la forêt ».

## Suites
Le 19 juin, la commune de Ségué est visée à son tour, mais l'attaque est moins meurtrière car les chasseurs dozos parviennent à repousser les assaillants,. Au moins une personne est tuée lors des affrontements. 
Le 20 juin, une nouvelle attaque a lieu contre un poste de chasseurs dozos à Djiguibombo, cette fois dans le Cercle de Bandiagara. Elle fait au moins deux morts.

## Responsabilités
L'attaque n'est pas revendiquée, mais le 20 juin la junte malienne impute l'attaque à la katiba Macina du Groupe de soutien à l'islam et aux musulmans,.
Dans cette région, les groupes d'al-Qaïda avaient cependant adopté comme stratégie d'éviter d'attaquer les civils pour gagner le soutien des populations. Le journaliste Wassim Nasr indique que selon certaines sources de la région, l'attaque pourrait être une initiative personnelle d'un commandant djihadiste local.
Dans un communiqué du 24 juin, le Groupe de soutien à l'islam et aux musulmans nie être l'auteur du massacre et affirme n'avoir ciblé aucun civil. Dans un audio non officiel, un commandant du GSIM accuse l'armée d'avoir orchestré l'attaque. Le journaliste Wassim Nasr, spécialiste des mouvements djihadistes, pense que c'est une unité indisciplinée qui est l'auteur du massacre, et non un ordre émanant du commandement supérieur comme lors du massacre de Solhan.

## Bilan humain
Le 20 juin, la junte malienne fait état d'un bilan d'au moins 132 morts,,. Le lendemain, des dignitaires locaux évoquent jusqu'à 180 victimes, toutes civiles. Un responsable local affirme quant à lui à Libération que le bilan officiel de 132 morts « ne prend en compte que les personnes inhumées en présence de l’armée malienne, arrivée le lendemain »,. Selon lui des corps continuent d'être découverts et « le nombre de victimes pourrait atteindre les 200 ».
Le chef de la junte, le colonel Assimi Goïta, décrète trois jours de deuil national,.